# Pizzo di Gino
Le Pizzo di Gino, également connu sous le nom Menone, est une montagne des Alpes italiennes s'élevant à 2 245 m. d'altitude, située dans la province de Côme.
Il est situé non loin de la rive occidentale du lac de Côme, entre la vallée Albano (it) et le val Cavargna.
Le Cuccio, un torrent d'une longueur de 22 km, prend sa source sur ses pentes, avant de s'écouler en direction nord-sud à travers le val Cavargna, et de se jeter dans le lac de Lugano à Porlezza.

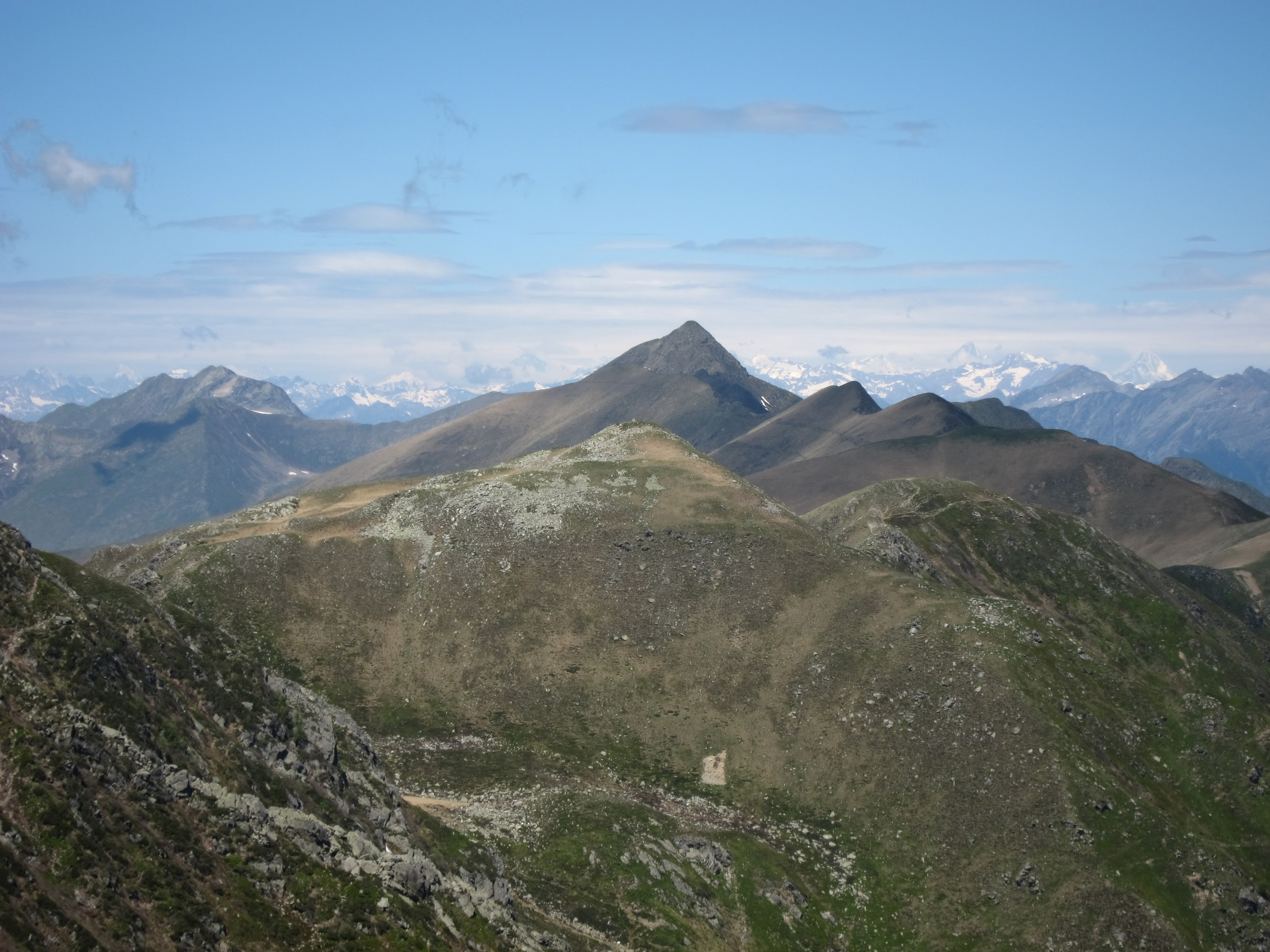
Vue du Pizzo di Gino du haut du Monte Bregagno.